# 수전 헤이워드
수전 헤이워드(영어: Susan Hayward, 1917년 6월 30일 ~ 1975년 3월 14일)는 20세기 미국의 배우이다. 패션 모델이었다가 1930년대 이후 할리우드에서 영화 배우로 활동하게 되며, 《생의 한가운데》(1941), 《바람을 건너뛰어》(1942) 등의 작품에서 생기 넘치는 아름다움을 발산하여 주목을 끌었다. 1958년 《나는 살고 싶다》로 아카데미 여우주연상을 수상한다.

## 작품
- 이방인의 집
- 비정 (1949년 영화)
- 다윗과 밧세바 (영화)
- 내 마음 속의 노래와
- 킬리만자로의 눈
- 크라이 투마로우
- 정복자 (1956년 영화)
- 나는 살고 싶다
- 인형의 계곡

## 박스오피스 순위
- 1951 – 19위
- 1952 – 9위
- 1953 – 9위
- 1954 – 14위
- 1955 – 19위
- 1956 – 13위
- 1959 – 10위
- 1961 – 19위